# 伊斯坦堡地鐵4號線
伊斯坦堡地鐵4號線（土耳其語：M4），正式名稱為M4卡德柯伊－塔夫桑特佩地鐵線是伊斯坦堡地鐵的一條地鐵路線，全長26.5公里，共19個車站。此線來往卡德柯伊和塔夫桑特佩，也是第一條在伊斯坦堡亞洲一側的地鐵路線。4號線主要在土耳其國道D100號地下行走，與伊斯坦堡－安卡拉鐵路平行並全線地下化。
4號線在2012年8月17日啟用，並在卡德柯伊舉辦了大型慶祝儀式。2013年10月29日，跨過博斯普魯斯海峽的馬爾馬拉鐵路通車，伊斯坦堡歐亞兩側的地鐵路線自此可以互相轉乘。2016年10月10日，新增了3座新車站。

## 外部連結
维基共享资源上的相關多媒體資源：伊斯坦堡地鐵4號線
- İstanbul Ulaşım – M4 Kadikoy-Kartal Metro Line (official webpage)

Template:伊斯坦堡地鐵